# Heart

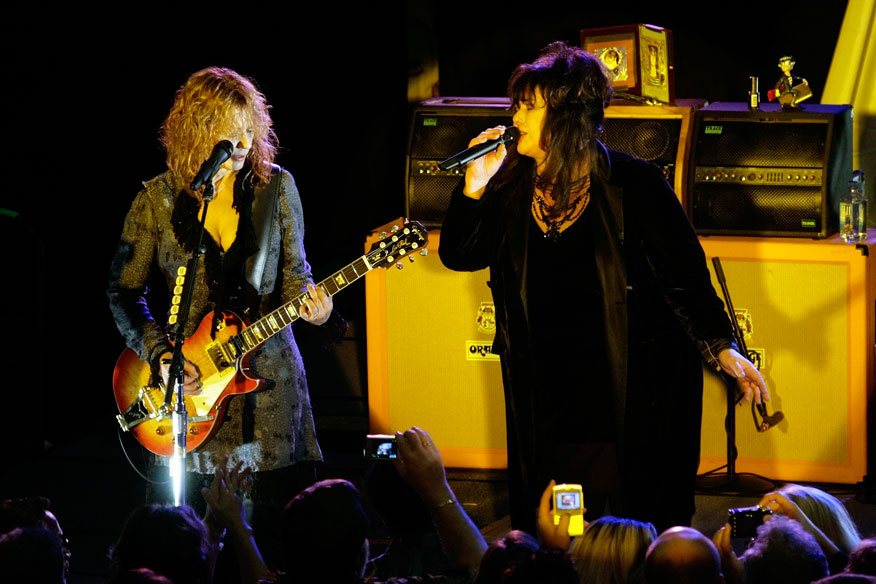
Nancy och Ann Wilson under en konsert med Heart 2007.

Heart är en amerikansk rockgrupp, bildad 1973 i Seattle.  Gruppens frontfigurer och enda konstanta medlemmar är systrarna Ann (sång) och Nancy Wilson (gitarr).

## Historik
Gruppen har sitt ursprung i ett band med namnet Army som bildades 1963 av basisten Steve Fossen och bröderna Roger och Mike Fisher. Senare bytte man namn till White Heart och i början av 1970-talet till bara Heart. I samband med detta anslöt sig Ann och Nancy Wilson, samtidigt som Mike Fisher slutade som aktiv medlem och istället blev bandets ljudtekniker. Snart tillkom även keyboardisten Howard Leese och trummisen Michael Derosier.
Genombrottet kom 1976 med debutalbumet Dreamboat Annie, bland annat innehållande hiten "Magic Man". Under 1970-talet fick man ytterligare hits som "Barracuda", "Heartless" och "Straight On". Roger och Mike Fisher lämnade gruppen 1979 och 1982 hoppade även Fossen och Derosier av. Banduppsättningen har sedan dess ändrats vid ett flertal tillfällen med systrarna Wilson som enda fasta punkt, även om Leese var kvar i bandet fram till slutet av 1990-talet.
I början av 1980-talet utvecklades bandets musik från hårdare rock mot poprock och powerballader. Deras största framgång hittills kom 1985 med albumet Heart, som blev etta på Billboard 200 och innehöll hitlåtar som "These Dreams" och "Never". Även de följande albumen Bad Animals (1987), med bland annat USA-singelettan Alone, och Brigade (1990) var framgångsrika. 
I mitten av 1990-talet gick gruppen tillbaka till sitt ursprungliga sound och man har sedan gett ut ytterligare några album under 1990- och 2000-talen. De stora kommersiella framgångarna har dock uteblivit. Heart valdes in i Rock and Roll Hall of Fame and Museum 2013 
Gruppens låtar "Crazy on You" och "Barracuda" var med i spelen Guitar Hero II respektive Guitar Hero III.
Bandet var med i säsongsavslutningen av tv-serien "The L word"s andra säsong, där de framförde Crazy on You.

## Diskografi

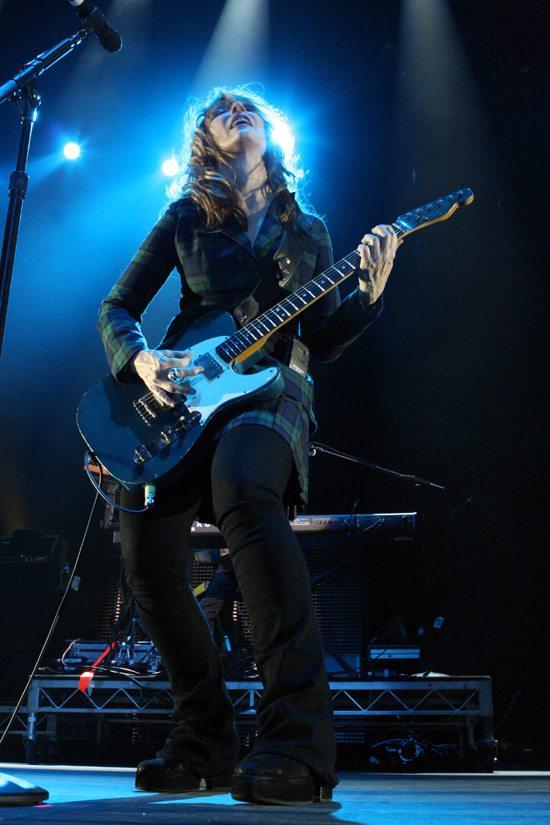
Nancy Wilson 2011.

### Singlar
| År   | Titel                                | SVE | Album       |             |
| ---- | ------------------------------------ | --- | ----------- | ----------- |
| 1985 | "What About Love"                    | 4   | [ 3 ]       | Heart       |
| 1985 | "Never"                              | 14  | [ 4 ]       |             |
| 1986 | "These Dreams"                       | 14  | [ 5 ]       |             |
| 1986 | "Nothin' At All"                     | –   |             |             |
| 1986 | "If Looks Could Kill"                | –   |             |             |
| 1987 | "Alone"                              | 13  | [ 6 ]       | Bad Animals |
| 1987 | "Who Will You Run To"                | 20  | [ 7 ]       |             |
| 1987 | "There's The Girl"                   | –   |             |             |
| 1988 | "I Want You So Bad"                  | –   |             |             |
| 1990 | "All I Wanna Do Is Make Love To You" | 1   | [ 8 ] [ 9 ] | Brigade     |
| 1990 | "I Didn't Wanna Need You"            | 15  | [ 10 ]      |             |
| 1990 | "Stranded"                           | 15  | [ 11 ]      |             |
| 1990 | "Secret"                             | –   |             |             |

### Studioalbum
- 1976 – Dreamboat Annie
- 1977 – Little Queen
- 1978 – Magazine
- 1978 – Dog and Butterfly
- 1980 – Bebe le Strange
- 1982 – Private Audition
- 1983 – Passionworks
- 1985 – Heart
- 1987 – Bad Animals
- 1990 – Brigade
- 1993 – Desire Walks On
- 2004 – Jupiter's Darling
- 2010 – Red Velvet Car
- 2011 – Night At Sky Church
- 2012 – Fanatic

### Livealbum
- 1980 – Greatest Hits Live
- 1991 – Rock the House! Live
- 1995 – The Road Home
- 2003 – Alive in Seattle
- 2007 – Dreamboat Annie Live

### Samlingsalbum
- 1997 – These Dreams: Heart's Greatest Hits
- 1998 – Greatest Hits
- 2000 – Greatest Hits 1985-1995
- 2001 – Heart Presents a Lovemongers' Christmas
- 2002 – The Essential Heart
- 2005 – Love Alive
- 2006 – Love Songs
- 2008 – Playlist: The Very Best of Heart